# Piazza Dante (Grosseto)
Piazza Dante, nota anche come piazza delle Catene, è la piazza principale di Grosseto, sede dei più importanti edifici della città.

## Descrizione
La piazza, dalla caratteristica forma trapezoidale, è compresa tra la fiancata meridionale destra del duomo, la facciata principale di palazzo Aldobrandeschi e il loggiato dei portici che si articola senza soluzione di continuità sul lato meridionale e su quello occidentale. Al centro di un'area leggermente rialzata si trova il monumento al granduca Leopoldo II di Lorena. L'area che racchiude la cisterna interrata è delimitata da una serie di colonnini e catene, che hanno portato i grossetani a denominare "piazza delle Catene" questa sezione di piazza Dante.
La piazza confina sul lato settentrionale con la piccola piazza del Duomo, sui cui affacciano il palazzo Comunale e la cattedrale, e da cui ha inizio corso Carducci, principale via del centro storico che conduce fino all'area di Porta Nuova. All'estremità sud-orientale della piazza ha origine invece strada Ricasoli, che conduce a piazza del Sale dinanzi a Porta Vecchia.

## Storia

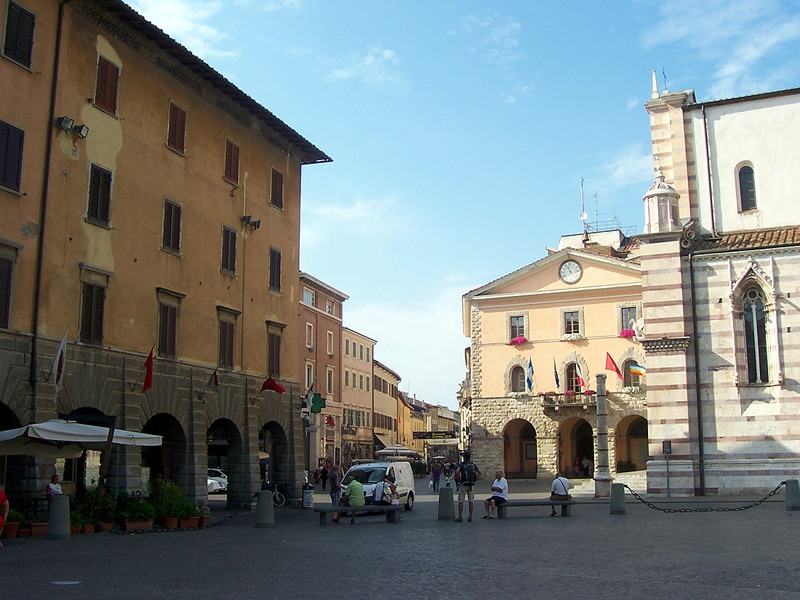
Veduta del lato settentrionale con palazzo Severi, il palazzo Comunale e il duomo

### Età medievale
La presenza di una platea communis a Grosseto è documentata a partire dal 1222. La piazza originaria era costituita da uno spazio minore di quella attuale compreso tra l'antica pieve di Santa Maria, eretta in cattedrale nel 1138 con il trasferimento a Grosseto della sede vescovile di Roselle, voluta da papa Innocenzo II, e l'originario nucleo del palazzo comunale. Nel 1292 è documentata l'occupazione di un'area della piazza dall'edificio della nuova curia del comune di Grosseto. Importanti lavori di ristrutturazione urbanistica sono stati effettuati tra la fine del XIII e gli inizi del XIV secolo, contemporaneamente alla costruzione della cattedrale, iniziata nel 1294. L'opera fu realizzata ispirandosi al modello senese di piazza del Campo, ma con la peculiarità di avere tutti i maggiori edifici pubblici e di rappresentanza che si affacciano direttamente sulla piazza, in virtù di una nuova concezione di rapporto tra piazza principale e edifici del potere, riscontrabile in Toscana solamente a Massa Marittima (piazza Garibaldi).
Durante il XIV secolo, con la sottomissione di Grosseto a Siena, è provato che tutti i maggiori rappresentanti della città risiedevano nella piazza principale, la piazza del Comune; in un documento del 1386, riguardante l'esaurimento delle saline nel lago di Castiglioni, viene scritto: «Actum in civitate Grosseti in domo habitationis et residentie offitialium paschuorum pro comuni Senarum posita in dicta civitate Grosseti cui ab uno platea comunis, ab altero dpmus sive palatium habitationis et residentie domini Capitanei mariptime comuni Senarum». Nel corso del XV secolo, periodo in cui la città rimase sotto il dominio di Siena, furono realizzati sulla piazza nuovi edifici. In una descrizione del 1430 sono ricordate numerose bottoghe, la sede dei paschi, il palazzo con torretta del capitano del popolo, il palazzo del podestà. È in questo periodo che si viene a completare il perimetro di quell'area della piazza nota oggi come piazza del Duomo, spazio compreso tra le facciate contrapposte della cattedrale e del palazzo del podestà, e il complesso dell'ospedale di San Giovanni Battista, fondato già nel 1309. Il 9 febbraio 1465 fu decretata dalla Repubblica di Siena la realizzazione di un pozzo nella piazza, all'angolo con l'odierna strada Ricasoli, struttura oggi perduta ma simile per tipologia al vicino pozzo dello Spedale.

### Età moderna
Nei secoli successivi la piazza andò incontro ad un periodo di forte degrado e nemmeno il passaggio sotto i Medici riuscì a migliorare le condizioni della piazza. I secoli XVI e XVII furono infatti i più bui per la città di Grosseto, ormai ridotta a pochissime unità e utilizzata come fortino o prigione per la sua posizione strategica. Fu soltanto a partire dalla metà del XVIII secolo, quando il Granducato di Toscana passò sotto il controllo dei Lorena, che furono intraprese nuove opere di riqualificazione in città, a cominciare dal decoro urbano.
La piazza pubblica di Grosseto fu interessata da una serie di lavori, documentati nelle relazioni dei Lavori nella Piazza Principale di Grosseto del 1744, conservate nell'Archivio di Stato di Firenze. La piazza prima dei lavori è descritta come «mezza rotta» e «senza che vi sia restato mattoni ne' pietre, che servivano di linee di guida, benché erano murate a calcina» nella Relazione degli ordini e delle informazioni prese concernenti i lavori fatti nella Piazza Principale di Grosseto del colonnello Odoardo Warren, direttore generale delle fortificazioni del Granducato di Toscana. Sotto la supervisione di Warren, fu ripavimentata la piazza e ridelineati gli assi stradali che la attraversavano.
Nel 1745 la piazza principale fu descritta dettagliatamente da Francesco Anichini nella Storia Ecclesiastica della Città e Diocesi di Grosseto dove è documentata la presenza di un «loggiato di trentadue archi, che formano i due lati maggiori della piazza suddetta, unendosi ad angolo assai ottuso con arco nell'ingresso», e sopra di esso «vi sono le case fatte tutte d'una uniforme architettura, ed altezza». Dal 1792 è documentata la presenza di un lastricato delimitato da colonnine e catene che definiva l'area centrale della piazza e la separava dal percorso per il passaggio pubblico. Da questo momento la piazza fu comunemente nota come piazza delle Catene, anche se il nome ufficiale era quello di piazza Grande, come indicato anche nella mappa di Grosseto di Gaetano Becherucci del 1823.

### Età contemporanea

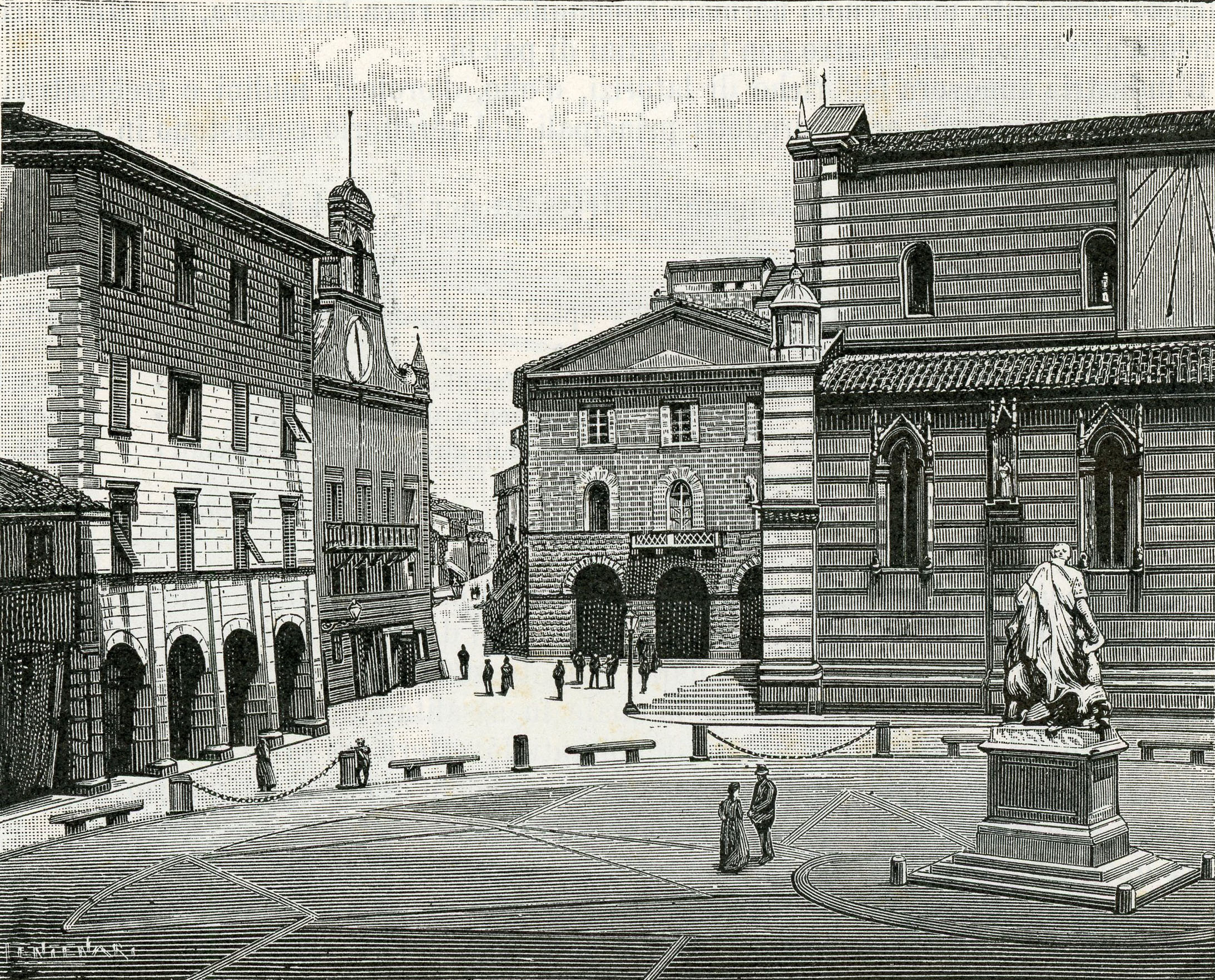
L'allora piazza Vittorio Emanuele II in una litografia del 1895

Nel 1833 fu posizionato un tempietto neogotico in ghisa fuso alle fonderie di Follonica a coronamento del pozzo costruito dai senesi; negli anni precedentemente al 1839 il tempietto in ghisa fu trasferito ad Arcidosso, dove ancora oggi è presente e noto come Fonte del Poggiolo. Tornata nuovamente in cattivo stato di conservazione, con pavimentazione irregolare, fu decisa una nuova opera di restauro della piazza. Le prime proposte di intervento risalgono al 1836, ma soltanto nel 1845 venne approvato il progetto definitivo dell'ingegnere comunale Morelli, in vista dell'inaugurazione del monumento a Leopoldo II di Lorena del 1846. I lavori di sistemazione della piazza furono diretti dall'ingegnere granducale Angiolo Cianferoni, che per ottenere la centralità del complesso scultoreo ridusse a «forma rotonda il nucleo centrale della piazza». Vennero modificate le pendenze e realizzato un lastricato circolare delimitato da cippi in pietra, catene e panchine. L'allora piazza Grande fu ridenominata piazza Vittorio Emanuele II in seguito all'unità d'Italia.
Il lato settentrionale di piazza Duomo, dove sorgevano alcune abitazioni e la diroccata chiesa di San Giovanni decollato, fu riqualificato nel 1870, con l'edificazione del palazzo Comunale. Nello stesso periodo furono poi rialzate le costruzioni sopra i portici che delimitano la piazza a sud e a est. Nel 1899, sul lato orientale, viene demolito il palazzo Pretorio e realizzato il neogotico palazzo della Provincia (1903). Nel 1938 viene demolito il palazzo dei Priori, aprendo maggiore spazio di fronte alla cattedrale e ampliando la sede stradale di via Manin e l'imbocco meridionale di corso Carducci. Tra il 1948 e il 1950 fu al suo posto costruito il palazzo Alben.
Il 7 agosto 1945, su proposta del Partito Repubblicano Italiano, la giunta municipale deliberò l'intitolazione della piazza al poeta Dante Alighieri. Nel 1956 piazza Dante subì sostanziali modifiche: vennero eliminati i cippi di pietra, le catene e le panchine, fu sostituita la pavimentazione e al centro della piazza fu realizzato un parcheggio, che si sviluppava radialmente intorno alla statua del granduca. Soltanto nel 2002 fu effettuata un'importante opera di riqualificazione: la piazza fu riportata all'aspetto ottocentesco, con colonne e catene, tant'è che oggi è nuovamente nota come piazza delle Catene.

## Edifici e monumenti
Duomo di Grosseto

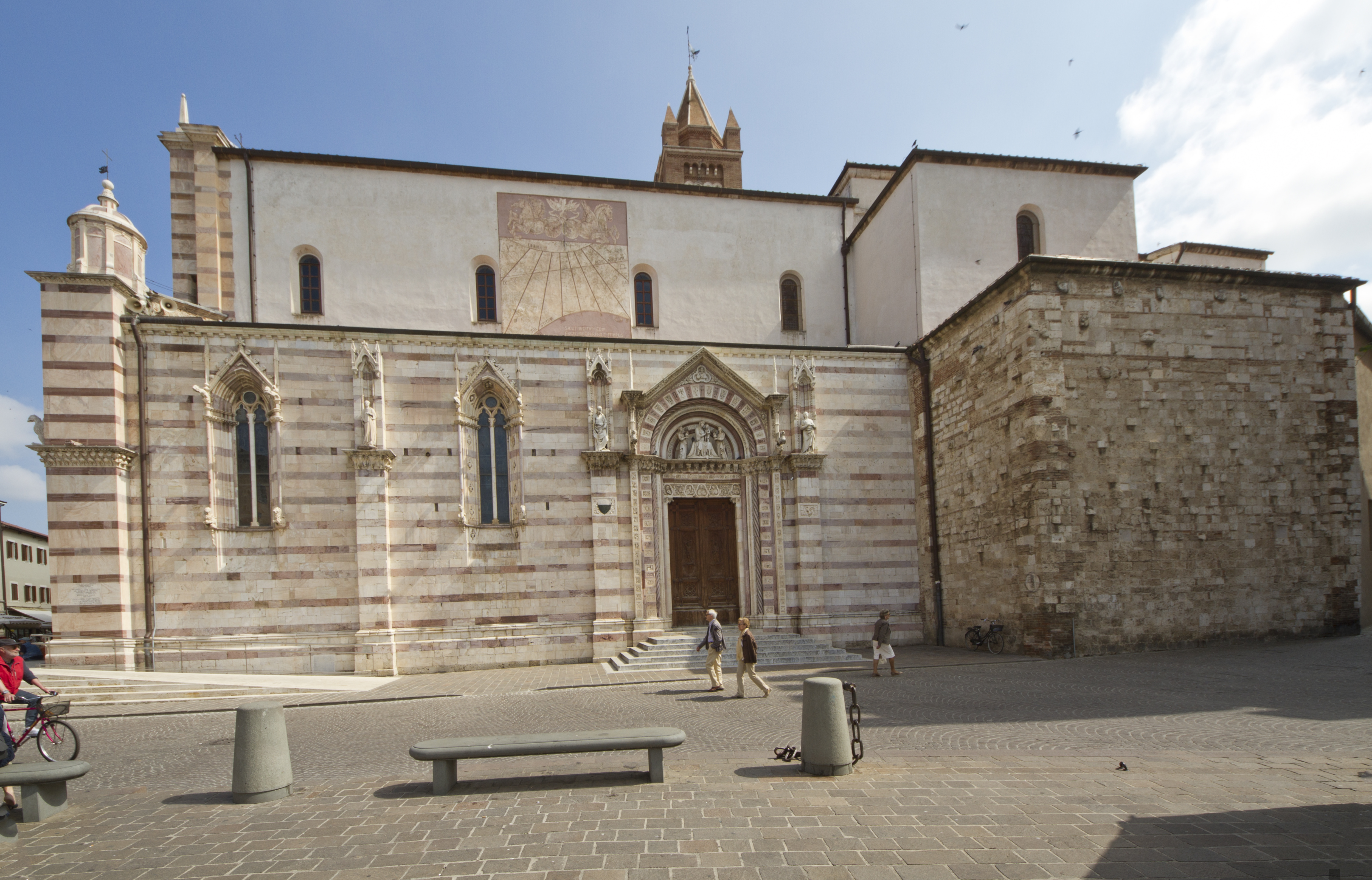
Il fianco destro del duomo di Grosseto

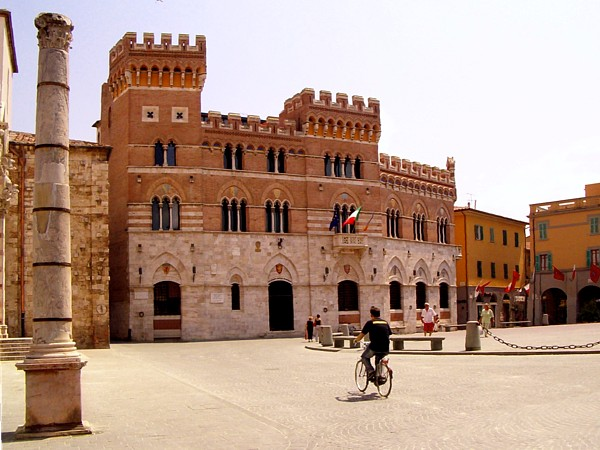
Il palazzo della Provincia con la colonna dei bandi sulla sinistra

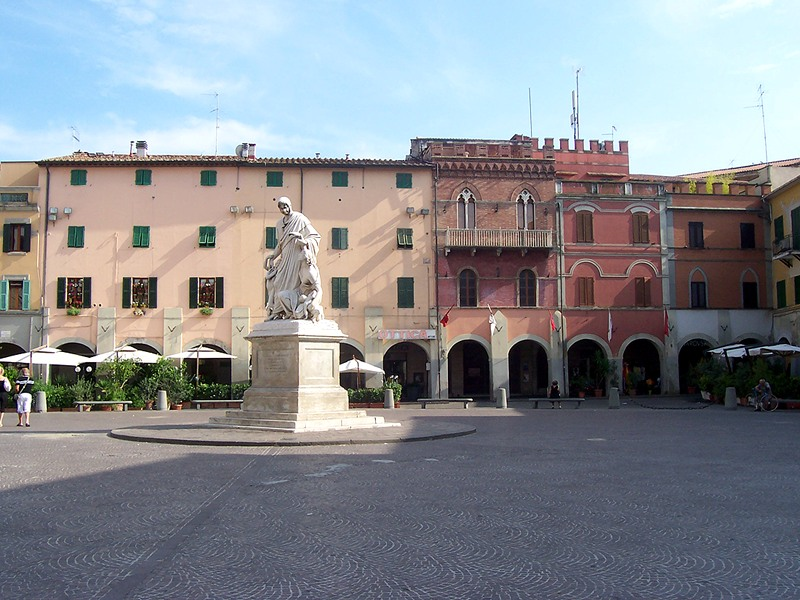
Lato meridionale della piazza

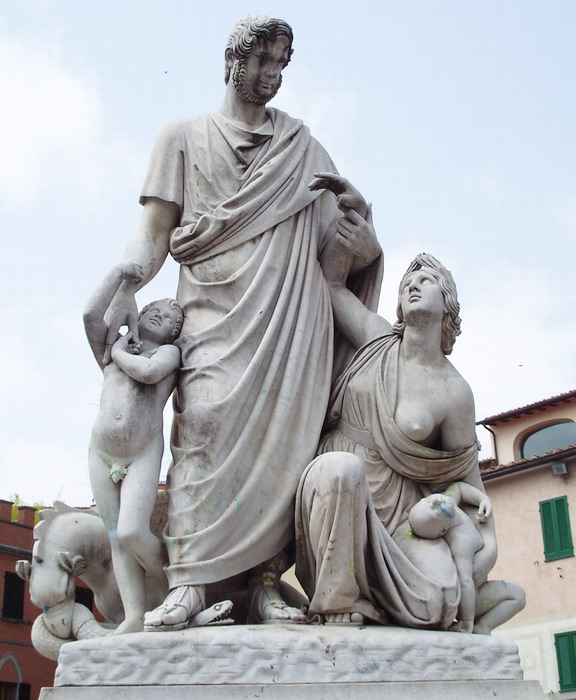
Il monumento a Canapone

La fiancata destra della cattedrale di San Lorenzo chiude il lato nord-orientale della piazza, mentre la facciata dà su piazza del Duomo. La chiesa è stata edificata nel XIII secolo sul luogo dove si presume sorgesse l'alto-medievale pieve di Santa Maria. L'aspetto della cattedrale è dovuto ai restauri della metà del XIX secolo. Nel 2013 è stata realizzata sul fianco destro una pedana in marmo per l'accesso ai disabili.
Palazzo Aldobrandeschi
Il palazzo Aldobrandeschi, o più comunemente palazzo della Provincia, delimita piazza Dante a est. L'edificio è stato costruito a partire dal 5 aprile 1900, dopo la demolizione del palazzo Pretorio, avvenuta nell'autunno dell'anno precedente. Il progetto è stato realizzato dall'architetto Lorenzo Porciatti, con alcune modifiche effettuate a lavori in corso da Guglielmo Calderini. L'edificio, in stile neogotico che richiama gli elementi stilistici del medioevo senese, è stato inaugurato il 31 maggio 1903 e da allora ospita la sede della Provincia di Grosseto.
Monumento a Canapone
Il monumento a Canapone è un complesso scultoreo posto al centro della piazza ed è stato realizzato nel 1846 dall'artista Luigi Magi. La scultura rappresenta il granduca Leopoldo II di Lorena in atto di sorreggere con la mano sinistra una donna che stringe tra le braccia un bambino morente (allegoria della Maremma colpita dalla malaria), e con la destra un bambino vivace e sorridente (la speranza del futuro), mentre con il piede schiaccia la testa di un serpente (la malaria), che è divorato da un grifone (la città di Grosseto) posto alle sue spalle.
Colonna dei bandi
La presenza di una colonna dei bandi nella piazza è attestata al 1617. La colonna, utilizzata per appendervi i "bandi", fu poi rimossa nel 1846 con i lavori di ristrutturazione. L'attuale monumento è stato posizionato sul luogo della colonna dei Bandi nel 1966, in occasione del bicentenario dell'istituzione della Provincia di Grosseto: si tratta di una struttura romana rinvenuta a Roselle nel 1863, durante i lavori di costruzione di Casa Passerini.
Altri edifici
- Casa Magagnini, palazzetto in stile neogotico che si affaccia sul lato meridionale di piazza Dante, presenta la facciata decorata da un balcone e due bifore.[19]
- Casa Santini, palazzetto in stile neogotico situato sul lato meridionale della piazza, con merlatura sulla sommità della facciata.
- Palazzo Comi, situato sopra i portici sul lato occidentale, si presentava in origine diversamente da come appare oggi, con facciata decorata. Fu rialzato nel dopoguerra e una parte dell'edificio fu accorpata all'adiacente palazzo Severi, diminuendone notevolmente la volumetria.[20]
- Palazzo Severi, già Vanni, situato sul lato occidentale all'angolo con via Manin, fu proprietà della famiglia Vanni sul finire del XIX secolo e fu acquistato dai Severi nel 1927, che vi realizzarono la storica farmacia presente ancora oggi.[21] L'edificio è stato restaurato nell'estate del 2013.